# Giao Thủy
Giao Thủy là một huyện ven biển thuộc tỉnh Nam Định, Việt Nam.

## Địa lý
Huyện Giao Thủy nằm ở phía đông của tỉnh Nam Định, nằm cách thành phố Nam Định khoảng gần 50 km về phía đông, cách trung tâm thủ đô Hà Nội khoảng 139 km, có vị trí địa lý:
- Phía đông và phía nam giáp Biển Đông
- Phía tây giáp huyện Xuân Trường (các xã, làng Thọ Nghiệp, Trà Lũ, làng An Cư, làng Nam Điền xã Xuân Vinh, xã Xuân Phú) và huyện Hải Hậu (hiện có nhiều cầu kết nốii Giao Thuỷ và Hải Hậu gồm cầu Hà Lạn tại cửa biển Hà Lạn - Quất Lâm và cầu sông Sò nằm cạnh tuyến đường mới, gần Bảo tàng Đồng Quê) (với ranh giới là con sông Sò hay còn gọi là sông Ngô Đồng - phân lưu của sông Hồng).
- Phía bắc giáp huyện Kiến Xương và huyện Tiền Hải thuộc tỉnh Thái Bình qua sông Hồng, nơi có cửa biển Ba Lạt sông Hồng đổ ra biển. Xưa ki, Giao Thuỷ Nam Định và Tiền Hải Thái Bình từng là những mảnh đất nối liền nhau, không ngăn cách bởi sông Hồng, nhưng sau khi sông Hồng đổi dòng từ cửa Hà Lạn sang cửa Ba Lạt sau nhiều trận lũ lớn và biển đổi của tự nhiên, thì Giao Thuỷ và Tiền Hải ngăn cách bởi sông Hồng như hiện nay.

Dân số khoảng 24 vạn người. 35% dân số theo đạo Thiên Chúa, tập trung tại các xã ven biển như Giao Thịnh, Giao Châu, Giao Nhân, Giao Thiện, Giao Lạc,...
Địa điểm đầu tiên khi từ Thành phố Nam Định là Giao Tiến (làng Hoành Nha), cách Xuân Trường qua cầu Nam Điền (người dân hay gọi là cầu Xi Măng). Sắp tới, Giao Tiến, xã Hoành Sơn và thị trấn Ngô Đồng sẽ sáp nhập lại thành 1 đơn vị hành chính là thị trấn Giao Thuỷ - tạo thành cửa ngõ và trung tâm đô thị, văn hoá của huyện Giao Thuỷ, gắn liền với truyền thống lịch sử "lục Hoành" tại các làng Hoành Nha, Hoành Nhị, Hoành Đông, Hoành Tam, Hoành Tứ, Hoành Lộ tại 3 đơn vị hành chính hiện cũ này.

## Hành chính
Huyện Giao Thủy gồm có 20 đơn vị hành chính trực thuộc, bao gồm 2 thị trấn: Giao Thủy (huyện lỵ), Quất Lâm và 18 xã: Bạch Long, Bình Hòa, Giao An, Giao Châu, Giao Hà, Giao Hải, Giao Hương, Giao Lạc, Giao Long, Giao Nhân, Giao Phong, Giao Tân, Giao Thanh, Giao Thiện, Giao Thịnh, Giao Xuân, Giao Yến, Hồng Thuận.

## Lịch sử
Sau năm 1945, bỏ cấp phủ, gọi chung là huyện. Huyện Giao Thủy khi đó có 27 xã: Giao An, Giao Bình, Giao Châu, Giao Hà, Giao Hải, Giao Hiếu, Giao Hòa, Giao Hoan, Giao Hoành, Giao Hồng, Giao Hùng, Giao Hương, Giao Lạc, Giao Lâm, Giao Long, Giao Minh, Giao Nhân, Giao Phong, Giao Sơn, Giao Tân, Giao Thắng, Giao Thanh, Giao Thiện, Giao Thuận, Giao Tiến, Giao Xuân, Giao Yến.
Ngày 6 tháng 8 năm 1966, thành lập xã mới Bạch Long trên cơ sở đất mới khai phá, cắt thôn Đan Hải thuộc xã Giao Yến về xã Bạch Long quản lý.
Ngày 28 tháng 3 năm 1969, hợp nhất xã Giao Hòa và xã Giao Bình thành một xã lấy tên là xã Bình Hòa; hợp nhất xã Giao Hoan và xã Giao Hiếu thành một xã lấy tên là xã Giao Thịnh; hợp nhất ba xã Giao Hùng, Giao Tiến, Giao Thắng thành một xã lấy tên xã Giao Tiến.
Ngày 21 tháng 8 năm 1971, hợp nhất xã Giao Hoành và xã Giao Sơn thành một xã lấy tên là xã Hoành Sơn.
Năm 1973, giải thể xã Giao Minh để sáp nhập vào xã Giao Châu và xã Giao Tân; hợp nhất xã Giao Hồng và Giao Thuận thành một xã lấy tên là xã Hồng Thuận.
Ngày 1 tháng 4 năm 1986, thành lập thị trấn Ngô Đồng - thị trấn huyện lỵ huyện Giao Thủy - trên cơ sở 141,25 ha diện tích tự nhiên của xã Bình Hòa; 72,46 ha diện tích tự nhiên của xã Hoành Sơn thuộc huyện Giao Thủy và 2,02 ha diện tích tự nhiên của xã Xuân Phú thuộc huyện Xuân Trường.
Năm 1966, huyện Giao Thủy cùng với huyện Xuân Trường hợp nhất thành huyện Xuân Thủy, tới năm 1997 thì tách thành hai huyện riêng biệt. Huyện Giao Thủy khi đó gồm có thị trấn Ngô Đồng và 21 xã: Bạch Long, Bình Hòa, Giao An, Giao Châu, Giao Hà, Giao Hải, Giao Hương, Giao Lạc, Giao Lâm, Giao Long, Giao Nhân, Giao Phong, Giao Tân, Giao Thanh, Giao Thiện, Giao Thịnh, Giao Tiến, Giao Xuân, Giao Yến, Hoàng Sơn, Hồng Thuận.
Ngày 26 tháng 3 năm 1998, Chính phủ ra nghị định số 19/1998/NĐ-CP thành lập xã Giao Hưng (đây là xã mới thành lập do đề án lấn biển của Tỉnh). Ngày 31 tháng 3 năm 2006 ra nghị định số 33/2006/NĐ-CP bãi bỏ nghị định số 19/1998/NĐ-CP năm 1998.
Ngày 14 tháng 11 năm 2003, chuyển xã Giao Lâm thành thị trấn Quất Lâm.
Ngày 23 tháng 7 năm 2024, Ủy ban Thường vụ Quốc hội ban hành Nghị quyết số 1104/NQ-UBTVQH15 về việc sắp xếp đơn vị hành chính cấp huyện, cấp xã trên địa bàn tỉnh Nam Định (nghị quyết có hiệu lực từ ngày 1 tháng 9 năm 2024). Theo đó, thành lập thị trấn Giao Thủy trên cơ sở thị trấn Ngô Đồng và 2 xã: Giao Tiến, Hoành Sơn.
Huyện Giao Thủy có 2 thị trấn và 18 xã như hiện nay.

## Giáo dục
Huyện Giao Thủy có 5 trường trung học phổ thông và trung tâm giáo dục thường xuyên. Trường Giao Thủy và trường Giao Thủy B là hai trường có từ lâu và có thành tích dạy và học tốt của tỉnh Nam Định.

## Kinh tế
Cơ cấu kinh tế của Giao Thủy đang chuyển dịch dần từ kinh tế nông nghiệp vốn từ lâu đời, sang thương mại và dịch dịch vụ: như phát triển ngành du lịch biển. Hiện tại Huyện đang được đầu tư vào bảo tồn và khai thác bền vững tuyến du lịch vườn quốc gia Xuân Thủy, một trong những trọng điểm của khu dự trữ sinh quyển châu thổ sông Hồng. Giao Thủy có biển Quất Lâm là một trong những bãi tắm lý tưởng cho khách du lịch các tỉnh lân cận.
Để thúc đẩy phát triển du lịch biển, huyện Giao Thủy đang kêu gọi các nhà đầu tư có tiềm năng và thế mạnh trong lĩnh vực này để đầu tư vào các Khu du lịch ven sông Hồng, du lịch sinh thái Vườn Quốc gia Xuân Thủy, du lịch nghỉ dưỡng Giao Phong và du lịch tắm biển Quất Lâm. Hiện, liên danh các công ty do Tập đoàn Trường An chủ trì đang đề xuất và nghiên cứu đầu tư vào Khu du lịch, vui chơi, nghỉ dưỡng khu vực Quất Lâm với quy mô trên 1.000 ha, chủ yếu là lấn biển, với tổng mức đầu tư dự kiến trên 50.000 tỷ đồng. Khu du lịch Quất Lâm sẽ được nâng cấp lên theo hướng khu du lịch nghỉ dưỡng tắm biển cao cấp.

## Làng nghề
Các làng nghề, nghề phụ tại các địa phương trong huyện như:
- May áo cưới Đại Đồng
- Làm nước mắm Sa Châu
- Nghề nấu rượu thôn Bỉnh Di
- Một số ít làm nem quả, nem thính ở các thôn phía Đông Bắc
- Nghề mộc, dịch vụ Ngô Đồng
- Nghề làm muối Bạch Long
- Một số có nghề thợ mộc, thợ may thị trấn Giao Thủy
- Thủy hải sản thôn ven biển
- Chế biến, bán thủy sản, dịch vụ Quất Lâm.